# Formica melanophthalma
Formica melanophthalma é uma espécie de formiga do gênero Formica, pertencente à subfamília Formicinae.